# Friedrich Israilewitsch Karpelewitsch
Friedrich Israilewitsch Karpelewitsch (russisch Фридрих Израилевич Карпелевич, englische Transkription Fridrikh Izrailevich Karpelevich; * 2. Oktober 1927 in Moskau; † 5. Juli 2000) war ein russischer Mathematiker, der sich mit Lie-Algebren, Geometrie und Wahrscheinlichkeitstheorie befasste.

## Leben und Werk
Karpelewitsch studierte ab 1947 bis 1952 an der Lomonossow-Universität, an der er 1956 bei Eugene Dynkin über Lie-Algebren promoviert wurde. Seine Dissertation erhielt den Preis für Nachwuchsmathematiker der Moskauer Mathematischen Gesellschaft. Er wurde von Dynkin schon auf der höheren Schule unterrichtet (die Karpelewitsch aufgrund der Kriegsjahre nur mit Unterbrechung besuchen konnte) und war später regelmäßiger Teilnehmer an dessen Moskauer Seminar. 1949 löste er ein Problem von Andrei Kolmogorow über die Eigenwerte positiver Matrizen. Anfang der 1950er Jahre untersuchte er Unteralgebren halbeinfacher Lie-Algebren. Über seine Studien der Klassifikation halbeinfacher Unteralgebren reeller halbeinfacher Lie-Algebren führte ihn zur Beschäftigung mit symmetrischen Räumen, einem seiner Hauptarbeitsgebiete. Ende der 1950er Jahre wandte er sich Geometrie und Analysis homogener Mannigfaltigkeiten zu, unter anderem mit Felix Berezin (spezielle Funktionen - zonale Kugelfunktionen- auf Grassmann-Mannigfaltigkeiten). 1965 gab er eine Konstruktion der Ränder symmetrischer Räume nicht-positiver Krümmung, basierend auf dem Studium der Asymptotik der Geodätischen. Dies fand Anwendung (auch durch Karpelewitsch) im Studium der Eigenfunktionen des Laplace-Beltrami-Operators auf symmetrischen Räumen. Ende der 1960er Jahre wandte er sich der Wahrscheinlichkeitstheorie zu.
Da er Jude war, war seine Karriere in der Sowjetunion Anfang der 1950er Jahre behindert. Er war nicht zur Promotion an der Lomonossow-Universität zugelassen, sondern unterrichtete in dieser Zeit in Nowocherkassk an einer Techniker-Schule und ab 1953 am damaligen Institut für Verkehrswesen in Moskau. 1966 wurde er dort zum Professor ernannt.
Mit Semjon Grigorjewitsch Gindikin bewies er die Gindikin-Karpelevich-Formel in der Darstellungstheorie von Liegruppen (c-Funktion von Harish-Chandra).
Zu seinen Doktoranden zählt Alexander Kreinin (Promotion an der Universität Wilnius).